# Paraguascia pigmentata
Paraguascia pigmentata is een pissebed uit de familie Philosciidae. De wetenschappelijke naam van de soort is voor het eerst geldig gepubliceerd in 1995 door Leonard Peter Schultz.